# Leon Heinschke
Leon Heinschke, né le 8 novembre 1999 à Francfort-sur-l'Oder, est un coureur cycliste allemand.

## Palmarès
- 2016
  - 1rea étape de la Coupe du Président de la Ville de Grudziądz (contre-la-montre par équipes)
- 2017
  -  Champion d'Allemagne du contre-la-montre juniors
  - 2e étape du Grand Prix Général Patton
  - 2e du Giro della Lunigiana
  - 3e du Tour du Pays de Vaud
- 2019
  -  Champion d'Allemagne sur route espoirs
- 2020
  - 2e étape (b) de la Ronde de l'Isard (contre-la-montre par équipes)
- 2021
  - 2e du Circuit des Ardennes international
  - 3e du Tour Alsace

## Classements mondiaux
| Année                                 | 2018  | 2019 | 2020  | 2021 | 2022 | 2023  |
| ------------------------------------- | ----- | ---- | ----- | ---- | ---- | ----- |
| Classement mondial                    | 2521e | 996e | 1522e | 728e | nc   | 2044e |
| UCI Europe Tour                       | 1690e | 715e | 1134e | 573e | nc   | nc    |
|                                       |       |      |       |      |      |       |
| Légende : nc = non classéSource : UCI |       |      |       |      |      |       |